# David Douillet
David Douillet (n. 17 februarie 1969, Rouen, Franța) este un politician ce a reprezentat Franța, medaliat olimpic. A participat la 3 ediții ale Jocurilor Olimpice (1992, 1996, 2000) în care a câștigat o medalie de aur.